# Jean-François Vimal-Dupuy
Pour les autres membres de la famille, voir famille Vimal.
Jean-François Hippolyte Vimal-Dupuy est un homme politique français né le 16 avril 1792 à Saint-Amant-Roche-Savine (Puy-de-Dôme) et mort le 4 décembre 1884 à Ambert.

## Biographie
Ancien élève de l'école polytechnique, il est ingénieur des ponts et chaussées au Puy-en-Velay en 1842. Député du Puy-de-Dôme de 1846 à 1848, il siège dans l'opposition. Il prend sa retraite d'ingénieur en 1854.
Il est décoré de la Légion d'honneur en 1841.